# Province de Luang Prabang

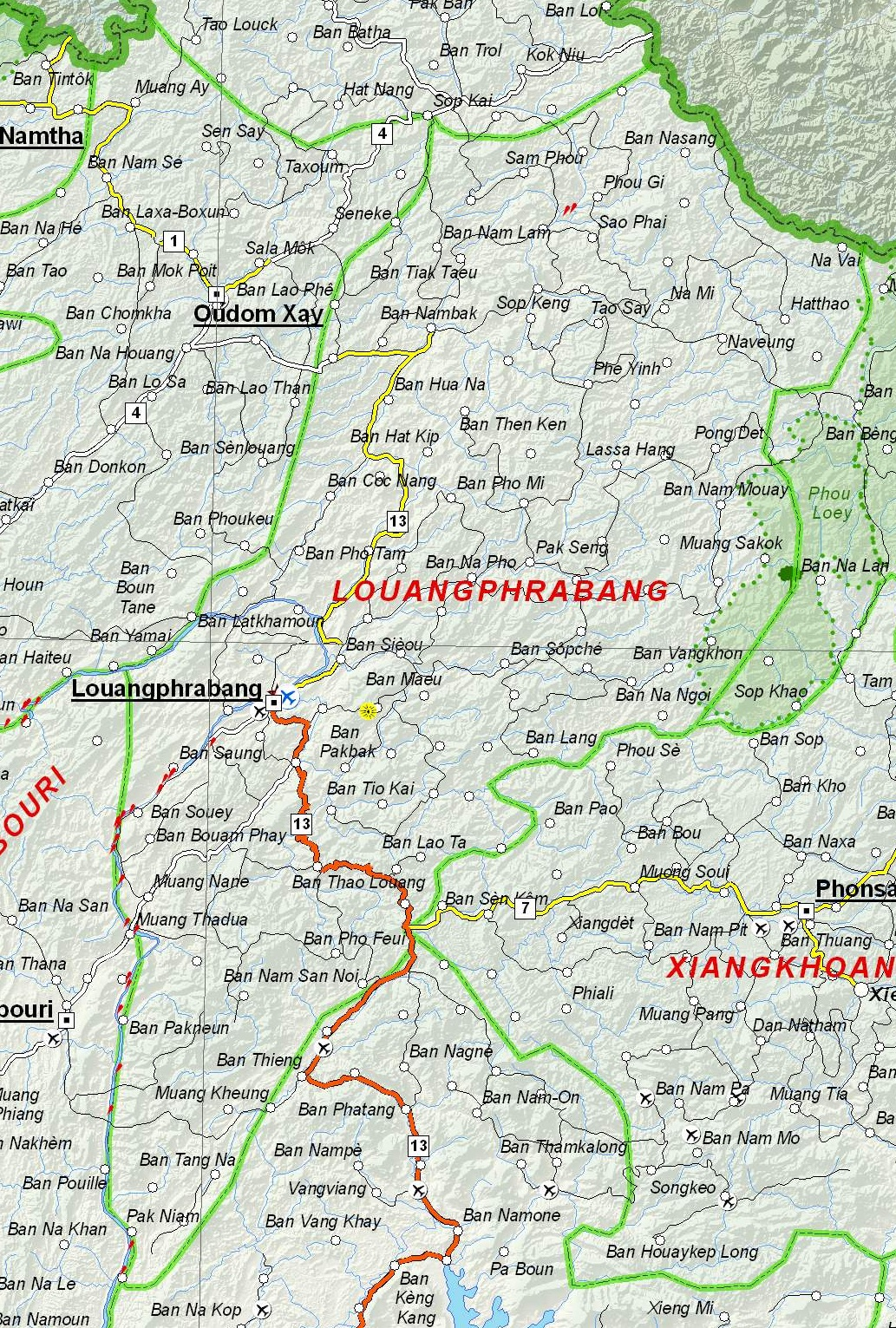
Carte de la province

La province de Luang Prabang (en lao ຫລວງພະບາງ, aussi écrit Luangphrabang) est une province du Laos. Sa capitale est la ville historique de Luang Prabang, ancienne capitale royale du Laos. Cette province montagneuse est traversée par le Mékong et la Nam Ou.

## Histoire

### Paléontologie
La carte géologique préliminaire de la région a été établie en 1896 par le géologue français Henri Counillon, qui découvrit le crâne d'un reptile mammalien végétarien du genre Dicynodon. Depuis, deux autres espèces de dicynodontes de la fin du Permien et du début du Trias (250-240 millions d'années) ont été découvertes dans la province.
La flore du Permien a aussi livré des arbres appartenant à la famille des Walchiacées (conifères aujourd'hui éteints).

### Archéologie
Selon le Dr Joyce White, du Musée de l'Université de Pennsylvanie, la province possède une soixantaine de sites archéologiques, dont les plus anciens remontent à plus de 6000 ans. Dans la grotte de Tham An ont été découvertes des traces de funérailles secondaires de l'âge du fer : il y a 2000 ans, les ossements de 3 personnes ont été rassemblés et ré-enterrés dans une urne funéraire (comme c'était le cas à la même époque en Thaïlande et au Viêt Nam).

### Histoire depuis leXIVesiècle
Le premier royaume laotien, Lan Xang, est fondé à Luang Prabang au XIVe siècle. La capitale est déplacée à Vientiane en 1545 mais Luang Prabang reste le principal centre religieux du pays. Après la séparation de Lan Xang en trois parties, la ville devient la capitale du royaume de Luang Prabang. La monarchie reste en place lors de la création du protectorat français du Laos. Luang Prabang est la capitale royale du Royaume du Laos jusqu'à la fin de la monarchie en 1975. En 1995, la ville est inscrite au patrimoine mondial de l'UNESCO,.

## Géographie

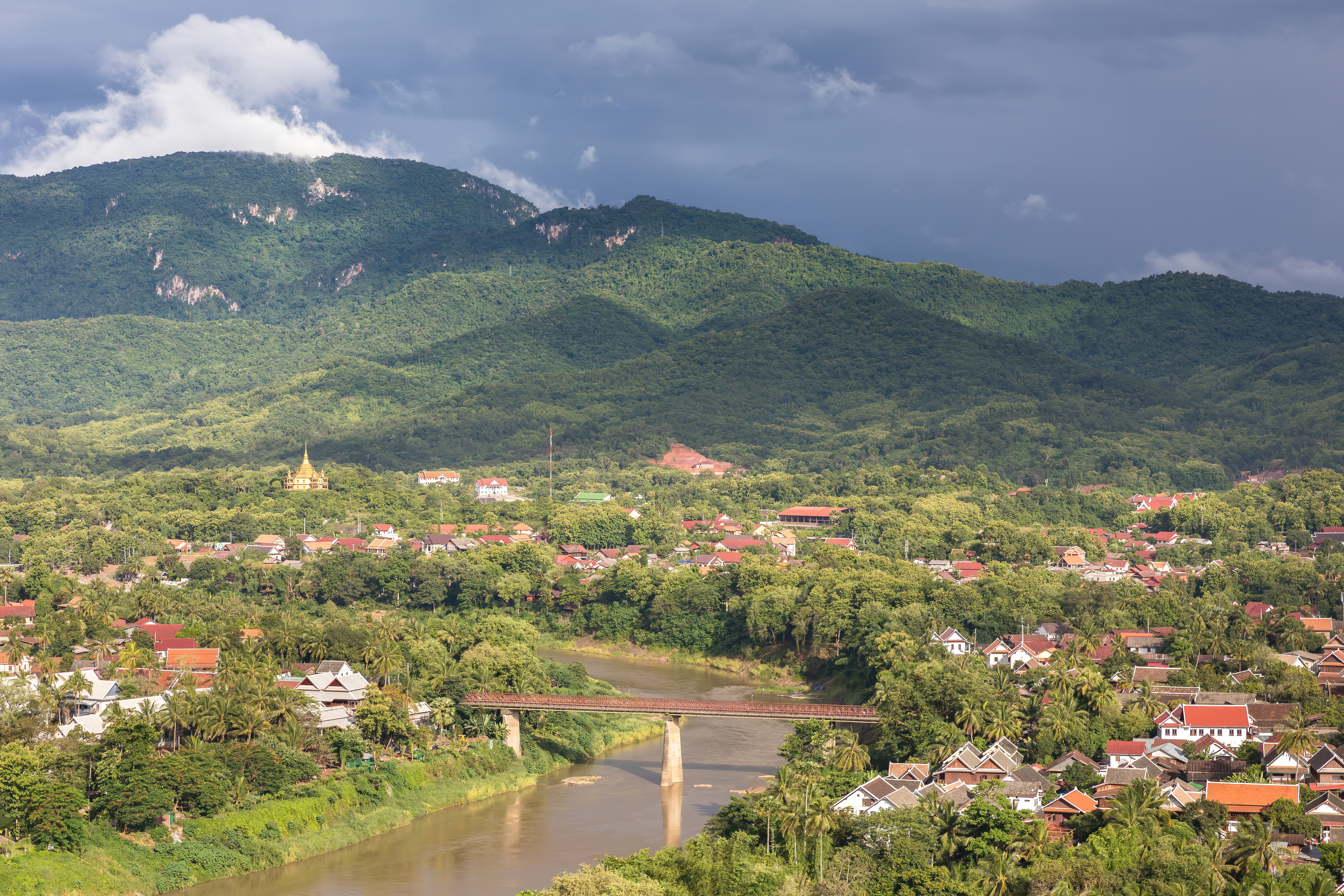
Vue de la province depuis le mont Phou Si avec le vieux pont français enjambant la rivière Nam Khan, à Luang Prabang. Juin 2018.

La province se situe dans le Nord du Laos et a une surface de 16 875 km2. Elle est limitrophe de la province de Phongsaly au nord, des provinces vietnamiennes de Điện Biên et Sơn La au nord-est, de la province de Houaphan à l'est, de la province de Xieng Khouang au sud-est, des provinces de Xaisomboun et Vientiane au sud, de la province de Sayaboury au sud-ouest et de la province d'Oudomxay au nord-ouest.
La province de Luang Prabang est principalement montagneuse. Le Mékong coule d'abord vers l'est en suivant la frontière avec la province d'Oudomxay puis se dirige vers Pak Ou où la Nam Ou, après avoir traversé une grande partie de la province, s'y jette. Après un virage à 180 degrés, il longe la ville de Luang Prabang où il reçoit les eaux de la Nam Khan puis coule vers le sud en suivant la frontière avec la province de Sayaboury.

## Aires protégées
L'aire protégée de Nam Et-Phou Louey (en) a une surface de 5 950 km2, ce qui en fait une des plus grandes du Laos. Elle s'étend dans les provinces de Luang Prabang, Houaphan et Xieng Khouang. C'est une zone montagneuse qui constitue l'extrémité nord de la chaîne Annamitique. On y trouve notamment l'une des dernières populations de tigres d'Indochine, des gaurs, des sambars, des loutres et la plus grande population de gibbons à favoris blancs du Nord,.

## Divisions administratives
La province est découpée en 12 muangs (ou districts) :
| Carte | Code                          | Nom          | Nom lao | Population (2015) |
| ----- | ----------------------------- | ------------ | ------- | ----------------- |
|       |                               |              |         |                   |
| 6-01  | District de Luang Prabang     | ເມືອງຫຼວງພະບາງ | 90 313  |                   |
| 6-02  | District de Xieng ngeun       | ເມືອງຊຽງເງິນ   | 33 395  |                   |
| 6-03  | District de Nane              | ເມືອງນານ      | 28 130  |                   |
| 6-04  | District de Pak Ou            | ເມືອງປາກອູ     | 25 823  |                   |
| 6-05  | District de Nambak District   | ເມືອງນ້ຳບາກ    | 68 863  |                   |
| 6-06  | District de Ngoi              | ເມືອງງອຍ      | 29 692  |                   |
| 6-07  | District de Pak xeng          | ເມືອງປາກແຊງ   | 22 159  |                   |
| 6-08  | District de Phonxay District  | ເມືອງໂພນໄຊ    | 32 577  |                   |
| 6-09  | District de Chomphet District | ເມືອງຈອມເພັດ   | 30 076  |                   |
| 6-10  | District de Viengkham         | ເມືອງວຽງຄຳ    | 28 557  |                   |
| 6-11  | District de Phoukhoune        | ເມືອງພູຄູນ      | 23 211  |                   |
| 6-12  | District de Phonthong         | ເມືອງໂພນທອງ   | 19 093  |                   |

## Démographie
En 2015, la province a une population de 431 889 habitants. La densité de population est de 26 habitants par km2. 32,3 % des habitants vivent en zone urbaine, 55,2 % dans des zones rurales accessibles par la route et 12,4 % dans des zones non accessibles par la route. Les Khmu sont le groupe ethnique le plus répandu dans la province. Les autres groupes présents sont les Hmong, les Lao, les Tai Dam, les Tai Daeng, les Iu Mien, les Phunoi et les Tai Lue.

## Économie
La province de Luang Prabang est un important producteur de cacahouettes, de soja, de sésame et de haricot mungo.

## Tourisme
Le nombre de visiteurs internationaux dans la province a fortement augmenté entre 2013 et 2016 : il a passé de 342 661 à 643 319, avant de redescendre à 472 942 en 2017. Le nombre de touristes domestiques est de 182 470 en 2017. La province compte 53 hôtels et 260 maisons d'hôtes pour un total de 5 368 chambres et 7 629 lits à la même date. En nombre de lits disponibles, c'est la deuxième province du Laos après la préfecture de Vientiane. La principale attraction de la province est la ville historique de Luang Prabang, inscrite au patrimoine mondial de l'UNESCO.

## Transports
La province est desservie par l'aéroport international de Luang Prabang situé dans la capitale.
La route nationale 13 traverse la province. Depuis Luang Prabang, elle permet de rejoindre Vang Vieng et Vientiane vers le sud ou Muang Xay vers le nord-ouest.
Le Mékong est un axe de navigation important : depuis Luang Prapang, on peut par exemple rejoindre Houei Sai à la frontière thaïlandaise en deux jours. La Nam Ou était un axe important entre Muang Khua (province de Phongsaly) et la région de Luang Prabang mais les constructions successives de plusieurs barrages ont réduit les segments navigables.